# Olmeta-di-Tuda
Olmeta-di-Tuda est une commune française située dans la circonscription départementale de la Haute-Corse et le territoire de la collectivité de  Corse. Le village appartient à l'ancienne piève de Rosolo dont il est historiquement le chef-lieu, dans le Nebbio.

## Géographie

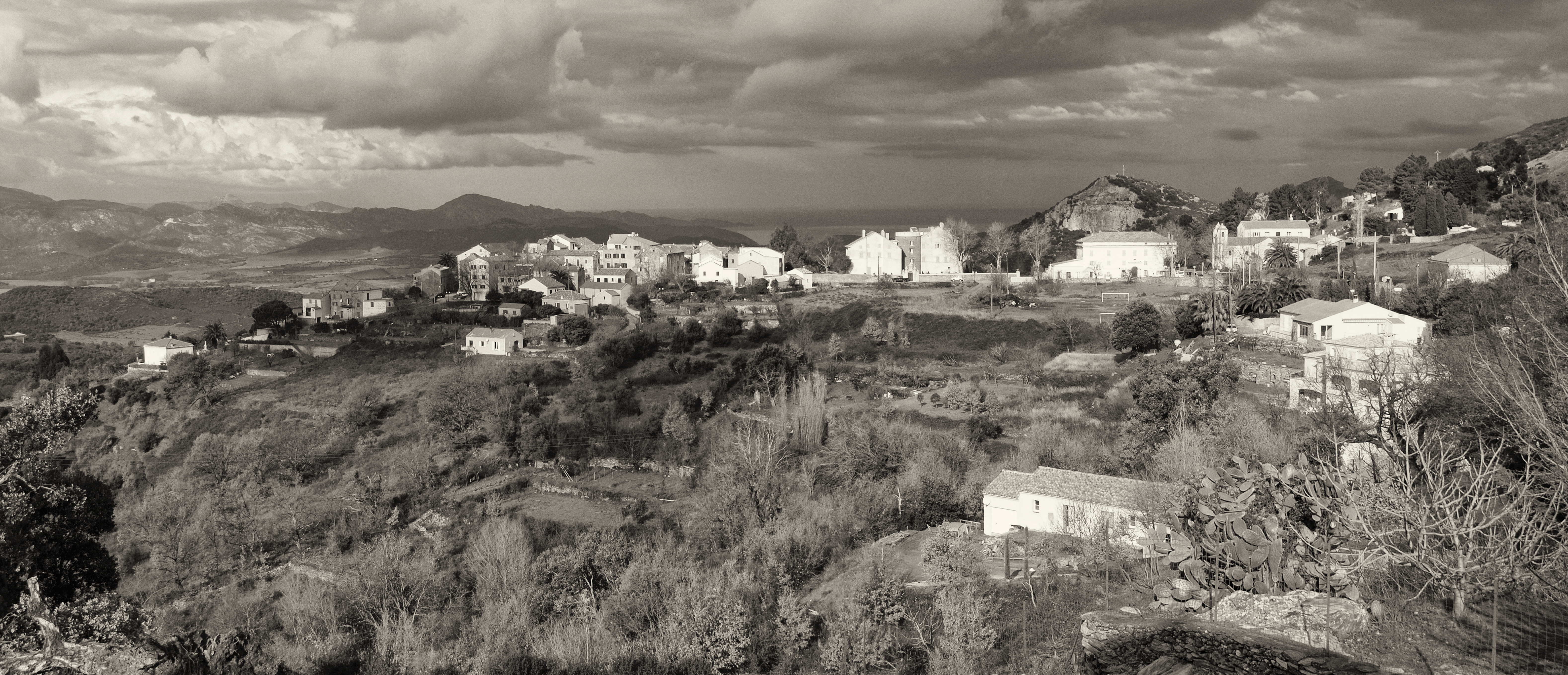
Panorama d'Olmeta-di-Tuda.

### Situation
Olmeta-di-Tuda se situe au centre-est du Nebbio, jouxtant Biguglia commune au sud de l'agglomération bastiaise, dans l'aire urbaine de Bastia.
Communes limitrophes

### Géologie et relief

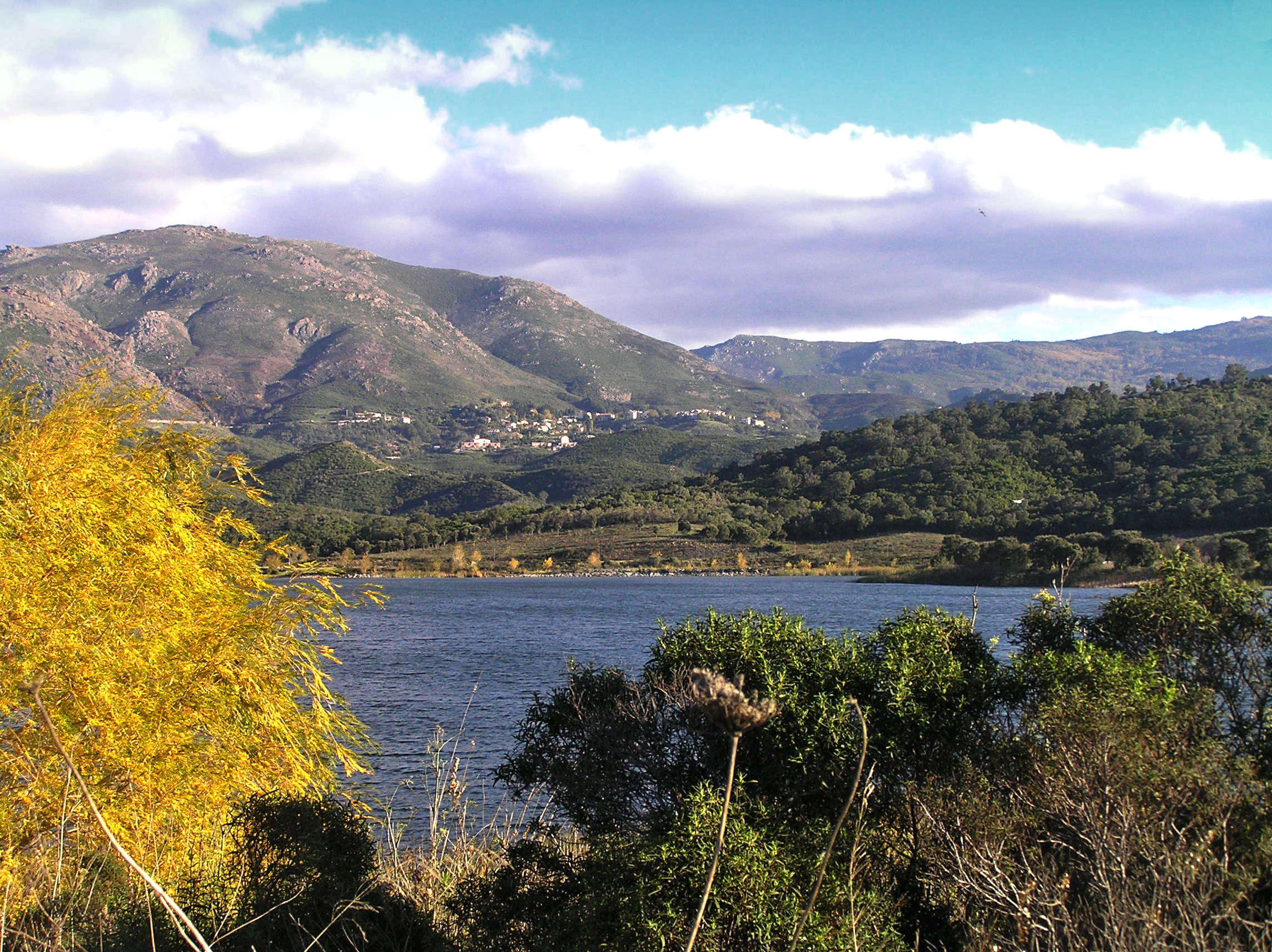
Le lac de Padula.

#### Géologie
La commune se situe dans l'En-Deçà-des-Monts (Cismonte en langue corse) ou « Corse schisteuse » au nord-est de l'île. Le sol repose en grande partie sur des gneiss du chaînon secondaire méridional de la Serra di Tenda.
Dans son ouvrage Géologie de la Corse, D. Hollande signale un sillon longitudinal qui va des environs de Patrimonio à Oletta, créé par des contacts anormaux dans la deuxième nappe. Ce sillon est limité à l'Est par les schistes lustrés, à l'Ouest par les sédiments du Néogène, tandis qu'au centre il y a une série de dépôts exotiques en contacts anormaux avec les premiers.
Au Sud du Monte di Tuda (340 m), on trouve une petite masse de granulite rose, écrasée, au Nord-Ouest de laquelle sont des sédiments appartenant au Trias, au Rhétien et au Lias ; le tout est recouvert par des calcaires nummulitiques suivis de la série ordinaire des sédiments nummulitiques, à savoir : schistes calcaires, grès et schistes gréseux.

#### Relief
Son territoire se présente sous la forme d'un triangle renversé, dont la hauteur, représentée dans un axe nord-sud par la route D 62 depuis le Monte di Tuda jusqu'au col de Santo Stefano et prolongée par la route D 82, le partage en deux secteurs quasi égaux :
- un secteur montagneux à l'est, partie de la dorsale schisteuse du Cap Corse qui se prolonge depuis la Serra di Pigno au sud, via Teghime, le Lancone et le massif de Stella, avec le massif du San Petrone. La ligne de crête dont le culmen est Cime du Zuccarello (955 m) et qui traverse la commune comporte le mont San Giovanni, plus haut sommet de la commune avec 804 m d'altitude. Ce secteur est parcouru par le Bevinco au travers de gorges remarquables, nommées « Défilé de Lancone » ;
- un secteur plaine à l'ouest, partie de la Conca d'Oro, une riche plaine alluviale qui a donné son nom au canton de la Conca-d'Oro. L'extrémité occidentale du secteur est arrosée par l'Aliso. À environ 2,5 km à l'Est, se trouve le lac de Padula.

### Hydrographie

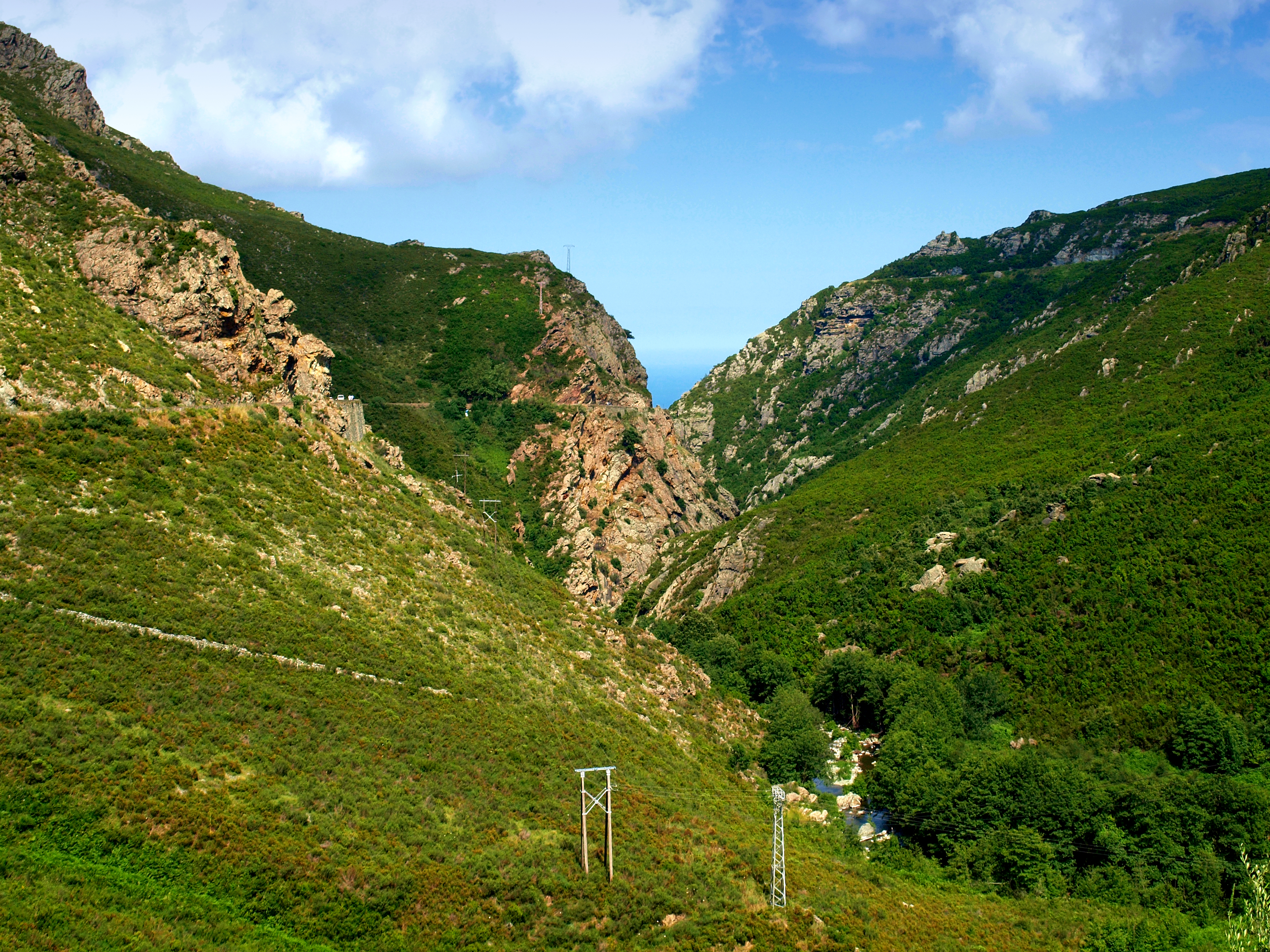
Les gorges du Bevinco.

Deux petits fleuves côtiers arrosent la commune d'Olmeta-di-Tuda : l'Aliso qui ne fait qu'effleurer l'extrémité occidentale du territoire, et le Bevinco qui a creusé de remarquables gorges au lieu-dit Lancone. Tous deux sont alimentés par un réseau hydrographique dense, de petits torrents secs en été, coulant dans autant de petits vallons.
À l'ouest, le ruisseau Salinelle affluent de l'Aliso, côtoie puis emprunte le territoire sur près de 1,5 km. Il reçoit les eaux du ruisseau de Campodata lui-même alimenté par le ruisseau de Gué San Nicolao.
Au sud-est, le Bevinco venant de Vallecalle et de Rutali qu'il délimite, traverse des gorges dites « Défilé de Lancone », longées par la route D 62. Plusieurs petits cours d'eau confluent avec lui ; parmi eux, le ruisseau de Fangone, le ruisseau de Forne, et le ruisseau de Sant'Andrea qui délimite à l'est la commune de celle de Biguglia. Une fontaine se trouve en bordure de route, à la sortie occidentale du Défilé de Lancone.
Au nord-est, les eaux de plusieurs ruisseaux de la commune et d'autres de celle d'Oletta voisine, sont retenues par un barrage, le lac de Padula. Seule l'extrémité sud-est du lac appartient à Olmeta-di-Tuda.

### Climat et végétation

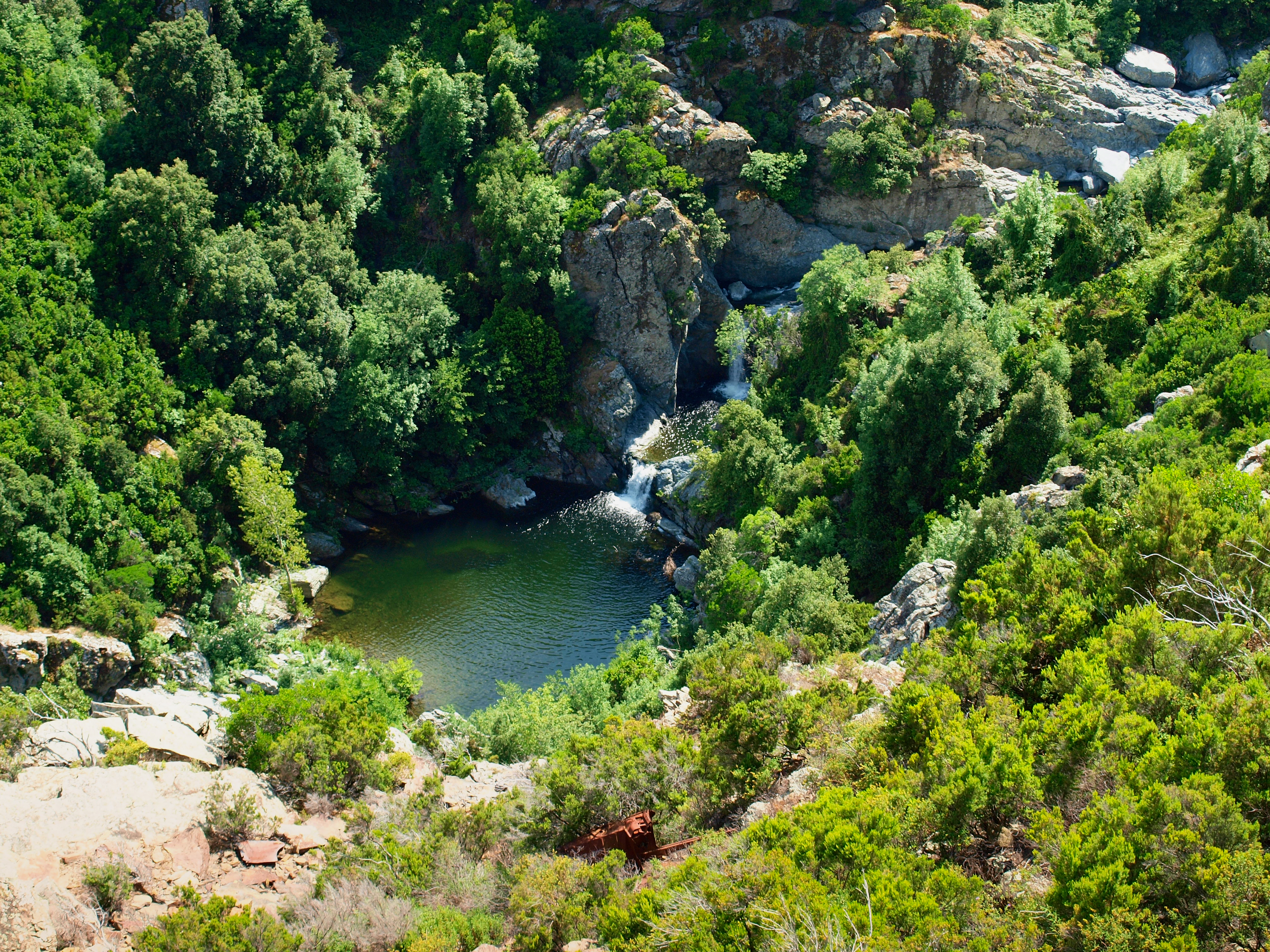
Le Bevinco dans le défilé de Lancone.

La Conca d'Oro, comme tout le Nebbio, bénéficie d'un climat méditerranéen maritime aux écarts thermiques modérés. Dans cette cuvette, l'hiver est plus chaud et l'été plus tempéré que dans les zones dépressionnaires de l'intérieur de l'île. En hiver, l'influence de la mer est très grande ; elle égalise les températures. En montagne, la neige n'est pas souvent présente. L'été le pouvoir rafraîchissant de la montagne est faible, la plaine d'Oletta formant une cuvette retenant l'air chaud.
Les précipitations sont fortes aux printemps et automne, les averses orageuses fréquentes, les nuages poussés par le libeccio, vent sec et violent, soufflant de l'ouest, souvent mêlé au ponant (punente), autre vent d'ouest. Ces vents sont causes d'incendies fréquents en fin d'été, dévastant un maquis bas, sec, roussi, et laissant des paysages dénudés en dehors des zones accessibles. 
Construit à une altitude relativement basse (moyenne de 300 m), Olmeta-di-Tuda possède cependant à l'alentour des châtaigniers qui poussent généralement à des étages plus élevés. On remarque sur les flancs de la montagne San Giovanni (804 m), l'absence d'arbres qui ont été détruits par de fréquents incendies durant les dernières décennies. Quelques chênes-lièges apparaissent le long de la route, sauvés du feu par leur écorce. Des bosquets de chênes-verts sont présents sous le village.

### Voies de communication et transports

#### Accès routiers

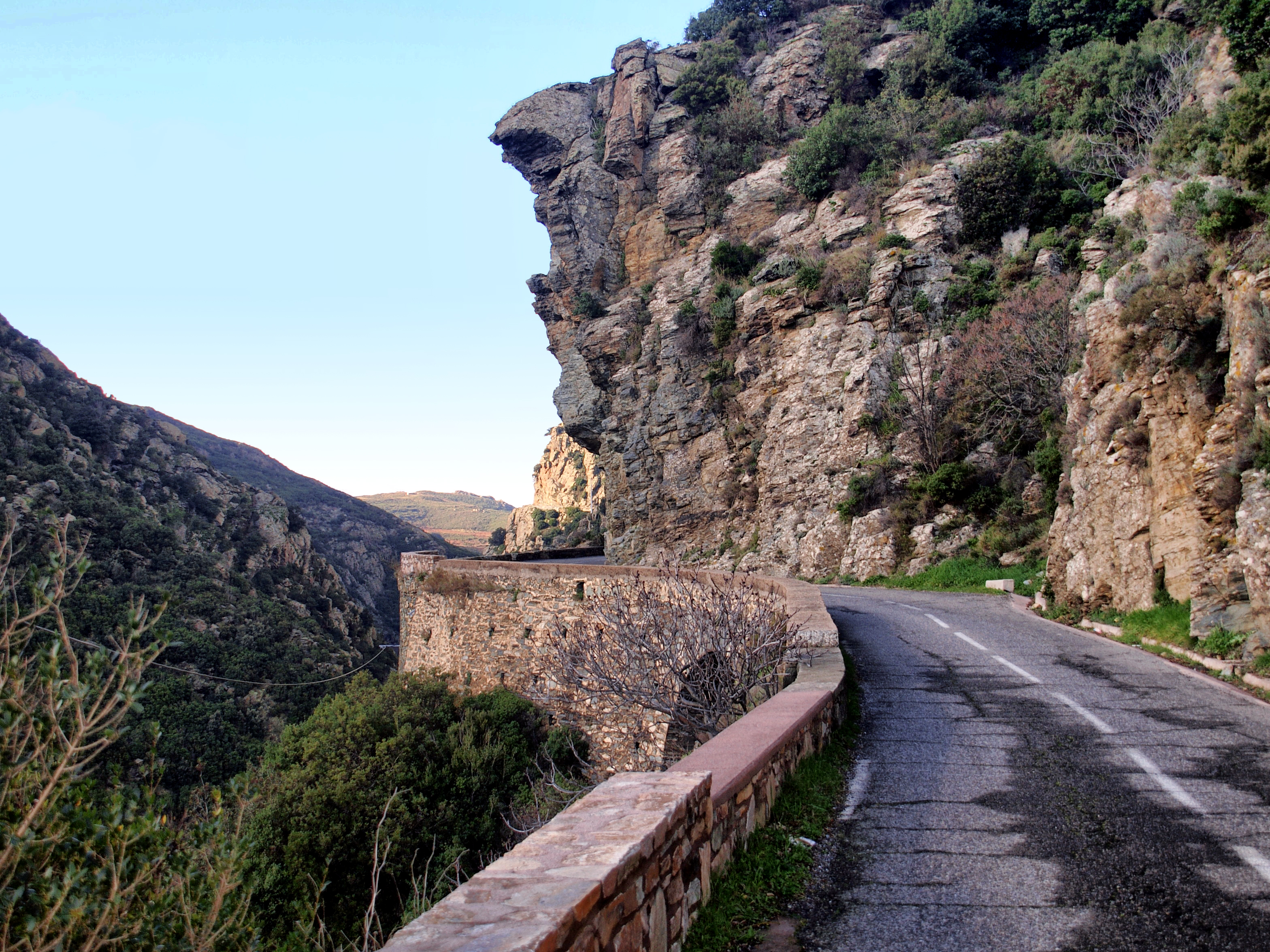
La RD 82 dans le défilé de Lancone.

La commune est desservie par la route D 82, une route qui relie Saint-Florent à Ortale de Biguglia, via Oletta, Olmeta-di-Tuda et le col de Santo Stefano.
Au rond-point du col de Santo Stefano, la D 82 fait jonction avec la D 62 qui est une route de corniche reliant six villages du Nebbio (Vallecalle, Rapale, Pieve, Sorio, San-Gavino-di-Tenda et Santo-Pietro-di-Tenda).

#### Transports
Hormis le ramassage scolaire, il n'existe pas de transports en commun sur la commune.
Le village est cependant peu éloigné de Bastia, la métropole régionale. La gare des Chemins de fer de la Corse la plus proche est celle de Furiani à 14 km. L'aéroport le plus proche est celui de Bastia distant de 20 km. Le port de commerce de Bastia se trouve à 25 km.

## Urbanisme

### Typologie
Olmeta-di-Tuda est une commune rurale, car elle fait partie des communes peu ou très peu denses, au sens de la grille communale de densité de l'Insee,,,.
Par ailleurs la commune fait partie de l'aire d'attraction de Bastia, dont elle est une commune de la couronne. Cette aire, qui regroupe 93 communes, est catégorisée dans les aires de 50 000 à moins de 200 000 habitants,.

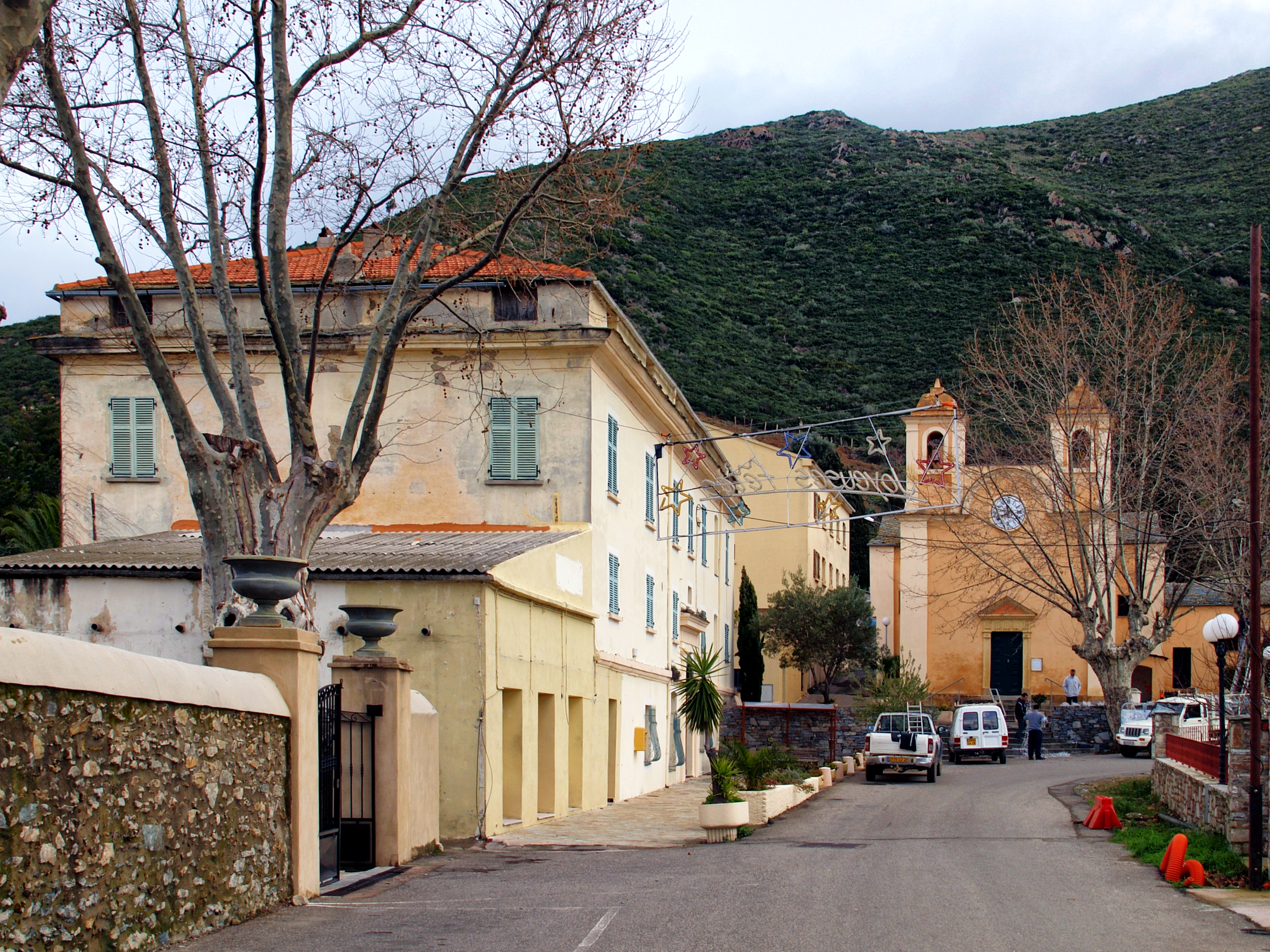
Vue du centre du village.

Jusqu'au XVIe siècle la principale communauté était Rosolo qui se situait au pied du monte di Tuda. Le hameau d'Olmeta se développa par la suite, pour devenir le principal village.
Le vieux village d'Olmeta a été construit à environ 300 m d'altitude, sur un éperon de l'arête rocheuse articulée à la dorsale schisteuse à San Giovanni (804 m). Des habitations plus récentes ont été construites de part et d'autre, le long de la route départementale 82 qui traverse la commune. On trouve aussi quelques habitations isolées le long de la route D 62.
En fin du XXe siècle, un village de vacances a été créé au nord-ouest et en contrebas du village, et depuis le début du XXIe siècle, un nouveau hameau au col de San Stefanu.
Pour les besoins en eau de sa population, la commune dispose de quatre réservoirs d'eau ; trois sont situés entre le village et le col de Santo Stephano, et le quatrième à l'entrée orientale du Lancone. La station d'épuration a été installée à l'ouest du village.

### Occupation des sols
L'occupation des sols de la commune, telle qu'elle ressort de la base de données européenne d’occupation biophysique des sols Corine Land Cover (CLC), est marquée par l'importance des forêts et milieux semi-naturels (85,6 % en 2018), une proportion sensiblement équivalente à celle de 1990 (87,1 %). La répartition détaillée en 2018 est la suivante : 
espaces ouverts, sans ou avec peu de végétation (47,5 %), milieux à végétation arbustive et/ou herbacée (35,4 %), prairies (7,5 %), zones agricoles hétérogènes (3,7 %), forêts (2,7 %), terres arables (1,8 %), zones urbanisées (1,4 %). L'évolution de l’occupation des sols de la commune et de ses infrastructures peut être observée sur les différentes représentations cartographiques du territoire : la carte de Cassini (XVIIIe siècle), la carte d'état-major (1820-1866) et les cartes ou photos aériennes de l'IGN pour la période actuelle (1950 à aujourd'hui).

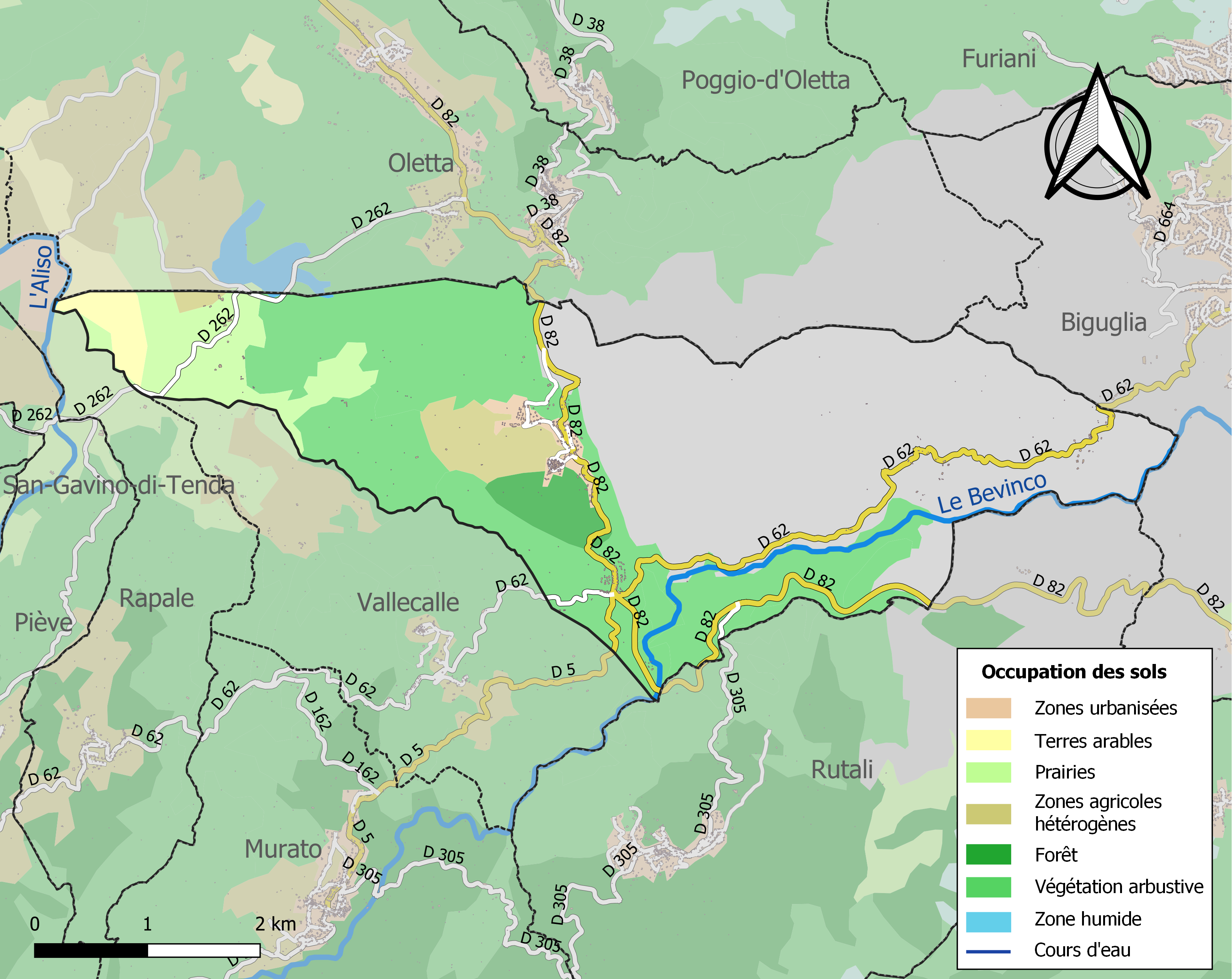
Carte des infrastructures et de l'occupation des sols de la commune en 2018 (CLC).

## Histoire

### Antiquité
Des traces d'implantation romaine ont été trouvées en contrebas de la vallée, dans un village aujourd'hui disparu, qui s'appelait Rosolo. Au XVIe siècle, Rosolo (ou Rosoli) donnera son nom à la piève de Rosolo.

### Moyen Âge
- Vers le milieu du VIIIe siècle - Après le départ des Lombards, commencent les premières razzias des Sarrasins qui occupent les côtes après avoir massacré les habitants. Ils détruiront la ville de Nebbiu en 824[18]. C’est à cette époque que sont abandonnées les villes côtières : une partie des fugitifs rejoint la montagne, les autres s’embarquent pour l’Italie.
- 1077 - Grégoire VII charge Landulfus, évêque de Pise, de réorganiser les diocèses de l’île. L'antique Nebbiu, qui a donné son nom à la microrégion ainsi qu'à l'évêché dont la cité était le siège, avait pour cathédrale l'actuelle église romane Santa-Maria-Assunta.
- 1092 - Le pape Urbain II nomme archevêque Daibertus évêque de Pise qui devient métropolitain-suzerain des 6 diocèses corses. Jalouse, Gênes obtient en 1133 du pape Innocent II ceux de Nebbio, Mariana et Accia, Pise conservant Sagone, Ajaccio et Aléria.
- 1264 - Giudice et Giovanninello entrent en conflit. Ainsi qu'en fait foi une pièce de la main de Bulferi, écrite le 20 juillet 1289, Giovanninello envoya à Gênes, comme procurateur, Emanuele Da Mare. Celui-ci se présenta devant Oberto Spinola et Corrado d'Oria et leur fit donation de tout ce qui était soumis en Corse à l'autorité de Giovanninello, dont le château de Tuda.
- 1284 - Giovanninello de Pietr'all'Arretta meurt, en laissant deux fils : Mannone et Ugo. Rollanduccello, fils d'Orlando le frère de Giovanninello, s'était enfui à Pise lorsque Giovanninello avait tué ses frères.
- La lutte entre les deux partis se poursuivit. Soutenu par Giudice son beau-père, Rollanduccello passa dans le Nebbio, enleva le château de Pietr'all'Arretta[Note 6] à Ugo et Mannone, puis construisit le château de Brumica. Pour se mettre en état de lui résister, Ugo et Mannone en construisirent un autre à Tuda[Note 7].

À la fin, Ugo vint à mourir. Rollanduccello, après avoir noué des intelligences dans le château de Tuda, y pénétra pendant la nuit, et tua Mannone avec tous les autres membres de la famille de Giovanninello, à l'exception d'un bâtard d'Ugo, qui fut secrètement sauvé.

### Temps modernes
Vers 1520, la pieve de Rosolo comptait environ 600 habitants. Elle avait pour lieux habités : Valdecalle, la Fussaggia, Proneta, Rutali, Olmeta, Rozzoli, lo Torreno, lo Piovano, la Prelesca.

#### Olmeta dans lagrande révolte des Corse contre Gênes
Durant la période de 1729 à 1769, soit 40 ans, qui a vu les troupes de plusieurs pays (Allemagne, Autriche, Angleterre, Espagne, Gênes, Sardaigne) intervenir en Corse, Olmeta a été le théâtre d’événements politiques et militaires. Nombre de ses habitants ont pris une part active dans le conflit opposant les Corses aux Génois. Avec ceux de nombreuses communautés de l'île, ils sont entrés en lutte armée contre l'occupant. En voici quelques faits extraits de la chronologie écrite par A-D. Monti en 1979 :
- 1731 - 29 mars, les habitants du Nebbio, sous les ordres de Poletti, d'Olmeta, mettent le siège devant Saint-Florent.

- Le 10 août, débarquement de troupes génoises. Doria publie un édit du doge et des assemblées, daté du 4 août, qui accorde le pardon général aux Corses à condition qu'ils rejoignent leurs foyers, qu'ils remettent les armes avant 15 jours et qu'ils restituent le fort de Saint-Florent et la tour de Mortella. Sont exclus du pardon, d'une part 7 personnalités insulaires (Andria Ceccaldi, Luigi Giafferi, Ghjanfrancescu Lusinchi, Carlu Francescu Alessandrini, de Canari, Pier'Simone Ginestra, Ghjuvan Tumasgiu Giuliani, de Muru, et Simone Fabiani, de Santa Riparata di Balagna) et d'autre part, les communautés suivantes : Olmeta di Tuda et Oletta, Loretu et U Viscuvatu, Talasani, A Porta et Ficaghja, Carchetu et Pedicroce, Castinetu et Merusaglia, Nuceta, Ruspigliani et I Gatti di Vivariu, Bustanicu, Corscia et Calacuccia, Palasca et Spiluncatu, Muru, Santa Riparata di Balagna, Zicavu, Bastelica, Centuri et Mursiglia.
- Le 22 août, Ghjannatale Natali, d'Olmeta, qui commandait San Fiurenziu, remet le fort aux troupes allemandes.
- 1735 - Courant avril, les Génois barrent la route aux Nationaux qui veulent investir le Capicorsu. Ils occupent Olmeta, Barbaggio, Ortale, et Lucciana, mais subissent une lourde défaite à Furiani.
- 1751 - Le 6 août, quatre députés parmi lesquels Orsu Santu Casale d'Olmeta, arrivés la veille à Bastia avec Chauvelin, après avoir signé un acte de soumission à la République, sont reçus par Grimaldi et lui présentent l'hommage de la Nation.
- 1765 - Des troupes françaises sous le commandement du comte de Coigny, séjournent à Olmeta.
- 1768 - Le 9 octobre toutes les troupes françaises disponibles sortent de Bastia pour aller au secours de la garnison du Borgu, pendant que M. de Grandmaison, comte maréchal de Camp, attaque à Olmeta pour faire diversion. La bataille se poursuit pendant toute la journée. À la nuit, Chauvelin ordonne la retraite et M. de Ludre[Note 10] doit capituler.

- Le 9 novembfre, les troupes françaises sont installées dans les quartiers d'hiver ; elles occupent le Capicorsu, Bastia, et Biguglia, San Fiurenzu et Oletta, et communiquent entre elles par une chaîne de redoutes. Les postes avancés des Corses sont à Borgu, Lucciana, Muratu, Rapale, Vallecalle et Olmeta.
- 1769 - 3 mai, De Vaux commande des tirs d'artillerie sur Olmeta.

#### Olmeta française
- 1768 - Avec la cession de la Corse par les Génois, l'île passe sous administration française. La pieve d'Oletta prend le nom de pieve di Tuda.
- 1789 - La Corse fait partie du royaume de France.
- 1790 - Avec la Révolution française est créé le département de Corse, puis en 1793, celui de El Golo (l'actuelle Haute-Corse).
- 1793 - La commune portait le nom d'Olmeta. La pieve de Tuda devient le canton de Tuda.
- 1801 - La commune garde le nom d'Olmeta puis devient Olmeta-di-Tuda. Le canton de Tuda reste canton de Tuda.
- 1828 - Le canton de Tuda prend le nom de canton d'Oletta[22].

Au cours de la première moitié du XIXe siècle, Horace François Bastien Sébastiani, comte de La Porta et de l'Empire acquiert deux maisons qu’il fait relier par une tour construite par l'architecte français Louis Visconti. L'édifice est alors appelé « Le Château de Tuda ».

### Époque contemporaine
- 1923 - Jean-Hyacinthe Casale, héros de la guerre 14-18, se tue dans un accident d’avion dans le bois de Debille, près de Grandvillers, Oise 1923)[20].
- 1943 - Lors de la libération de la Corse, le maréchal de Lattre de Tassigny installe son quartier général au Château de Tuda.
- 1954 - Le canton d'Oletta est créé avec les communes d'Oletta, Olmeta-di-Tuda, Poggio-d’Oletta et Vallecalle.
- 1973 - Le canton d'Oletta devient le canton de la Conca d'Oro.
- 2014 - Le 26 février est créé le canton de Biguglia-Nebbio comprenant la commune d'Olmeta-di-Tuda.

## Politique et administration

### Liste des maires
| Période   | Période  | Identité        | Étiquette | Qualité  |
| --------- | -------- | --------------- | --------- | -------- |
| mars 2001 | 2015     | Louis Sabini    | PRG       | Retraité |
| 2015      | En cours | Pierre Agostini | .         | Retraité |

## Population et société

### Démographie
L'évolution du nombre d'habitants est connue à travers les recensements de la population effectués dans la commune depuis 1800. Pour les communes de moins de 10 000 habitants, une enquête de recensement portant sur toute la population est réalisée tous les cinq ans, les populations de référence des années intermédiaires étant quant à elles estimées par interpolation ou extrapolation. Pour la commune, le premier recensement exhaustif entrant dans le cadre du nouveau dispositif a été réalisé en 2008.

En 2022, la commune comptait 563 habitants, en évolution de +22,13 % par rapport à 2016 (Haute-Corse : +5,15 %, France hors Mayotte : +2,11 %).
| 1800 | 1806 | 1821 | 1831 | 1836 | 1841 | 1846 | 1851 | 1856 |
| ---- | ---- | ---- | ---- | ---- | ---- | ---- | ---- | ---- |
| 320  | 492  | 455  | 504  | 493  | 531  | 529  | 518  | 514  |

| 1861 | 1866 | 1872 | 1876 | 1881 | 1886 | 1891 | 1896 | 1901 |
| ---- | ---- | ---- | ---- | ---- | ---- | ---- | ---- | ---- |
| 511  | 507  | 542  | 518  | 488  | 540  | 515  | 521  | 574  |

| 1906 | 1911 | 1921 | 1926 | 1931 | 1936 | 1946 | 1954 | 1962 |
| ---- | ---- | ---- | ---- | ---- | ---- | ---- | ---- | ---- |
| 515  | 532  | 503  | 514  | 515  | 518  | 359  | 306  | 217  |

| 1968 | 1975 | 1982 | 1990 | 1999 | 2006 | 2008 | 2013 | 2018 |
| ---- | ---- | ---- | ---- | ---- | ---- | ---- | ---- | ---- |
| 204  | 150  | 221  | 247  | 291  | 324  | 333  | 419  | 514  |

| 2022 | - | - | - | - | - | - | - | - |
| ---- | - | - | - | - | - | - | - | - |
| 563  | - | - | - | - | - | - | - | - |

### Enseignement
Olmeta ne possède pas d'établissement scolaire. Un groupe scolaire (écoles maternelle et primaire) se trouve à Oletta, village voisin. Les plus proches collèges se trouvent à Biguglia (6 km) et à Saint-Florent (collège d'enseignement général) à (7 km). Le lycée le plus proche est le lycée Paul Vincensini à Montesoro (Bastia). Un lycée professionnel agricole se situe à Borgo (10 km).

### Santé
L'hôpital le plus proche est le Centre hospitalier général de Bastia, à 8 km. Une clinique (La Palmola) se trouve à Oletta. La polyclinique de Furiani est distante de 15 km.
On trouve deux médecins généralistes installés sur la commune voisine d'Oletta. Il en est de même pour une infirmière qui y a son cabinet.

### Cultes
Il n'existe qu'un seul lieu de culte, catholique, sur la commune. L'église paroissiale (Sainte-Marie) relève du diocèse d'Ajaccio.

## Économie
L'agriculture est le principal secteur d'activité d'Olmeta. Son territoire borde la riche plaine d'Oletta (ou Conca d'Oro) où sont plantées de grandes parcelles de vigne dans l'aire d'appellation contrôlée Patrimonio. 
« La vinification, l’élaboration, l’élevage et le conditionnement des vins peuvent être assurés également sur la commune d’Olmeta-di-Tuda » qui a l'autorisation de produire les vins d'appellations l'Île de Beauté et le Méditerranée.
Le terroir produit également des fromages (brocciu), miels et huiles d'olive, sous appellations IGP ou labellisés.

## Culture locale et patrimoine

### Lieux et monuments

#### Église paroissiale Sainte-Marie-de-l'Assomption

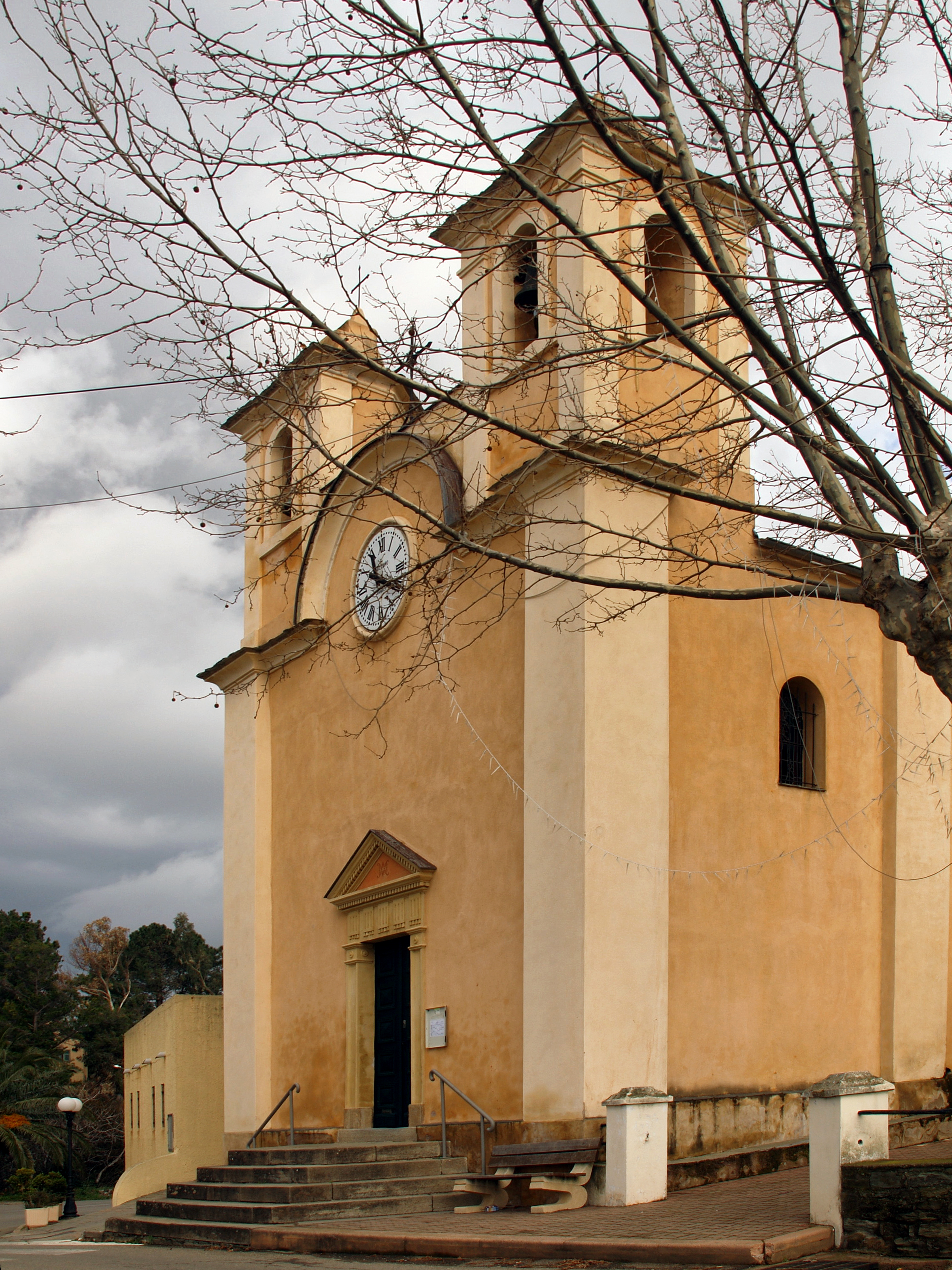
L'église Santa Maria.

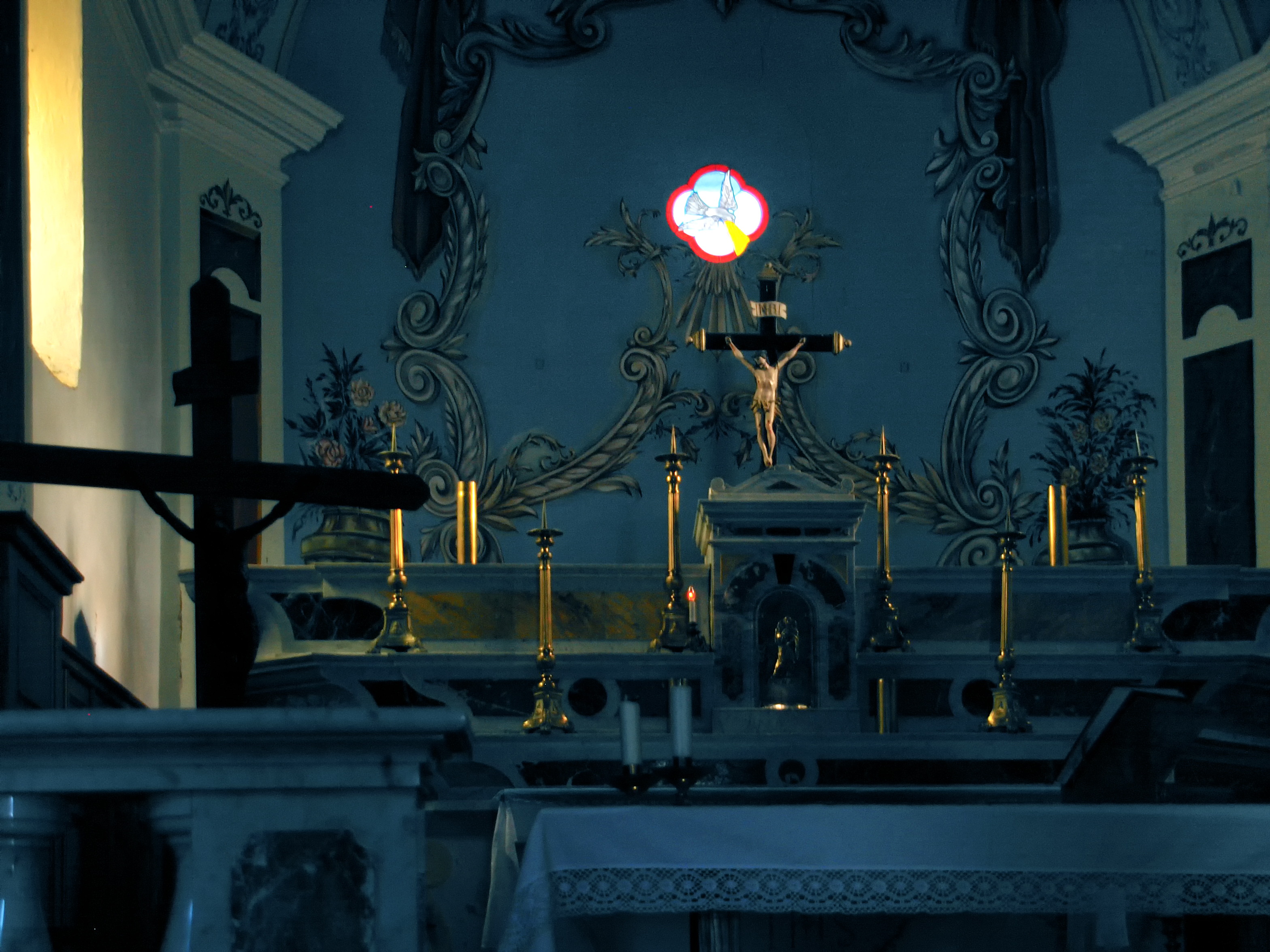
Intérieur de l'église.

L'église paroissiale Sainte-Marie-de-l'Assomption est située au carrefour de la route D 82 et des routes du village et du cimetière. C'est un édifice de plan en croix latine à chevet plat, formé d'une nef couverte d'une voûte en anse de panier, avec deux chapelles latérales, un chevet arrondi et une couverture de lauzes.
L'église Santa Maria recèle trois tableaux remarquables, classés au titre des Monuments historiques :
- Le Sacrifice d'Abraham de Merisi Michelangelo, daté du XVIIe siècle, provenant de l'ex collection Fesch[30] ;
- Le Christ chassant les vendeurs du Temple du XVIIe siècle[31] ;
- L'Annonciation, tableau d'autel de 1627[32].

#### Ancien couvent
Au-dessus du village d'Olmeta se trouvait un couvent de Capucins, construit au XVIe siècle ? ; « celui-ci a été détruit il y a peu. Il comportait un ensemble de bâtiments d'habitation, d'entrepôts et une chapelle. Il a été fermé en 1790 ».

#### Chapelle funéraire de la famille Casale
Il s'agit de la tombe de la famille Casale qui se trouve en bordure de route, proche du Bocca di San Stefanu. Jean Casale par contre, héros de l'aviation française, décédé en 1923 lors d'un meeting aérien à Buc a son monument proche de sa maison natale et de l'église paroissiale de l'Assomption.
Il est enterré au pied de son monument.

#### Château de Tuda

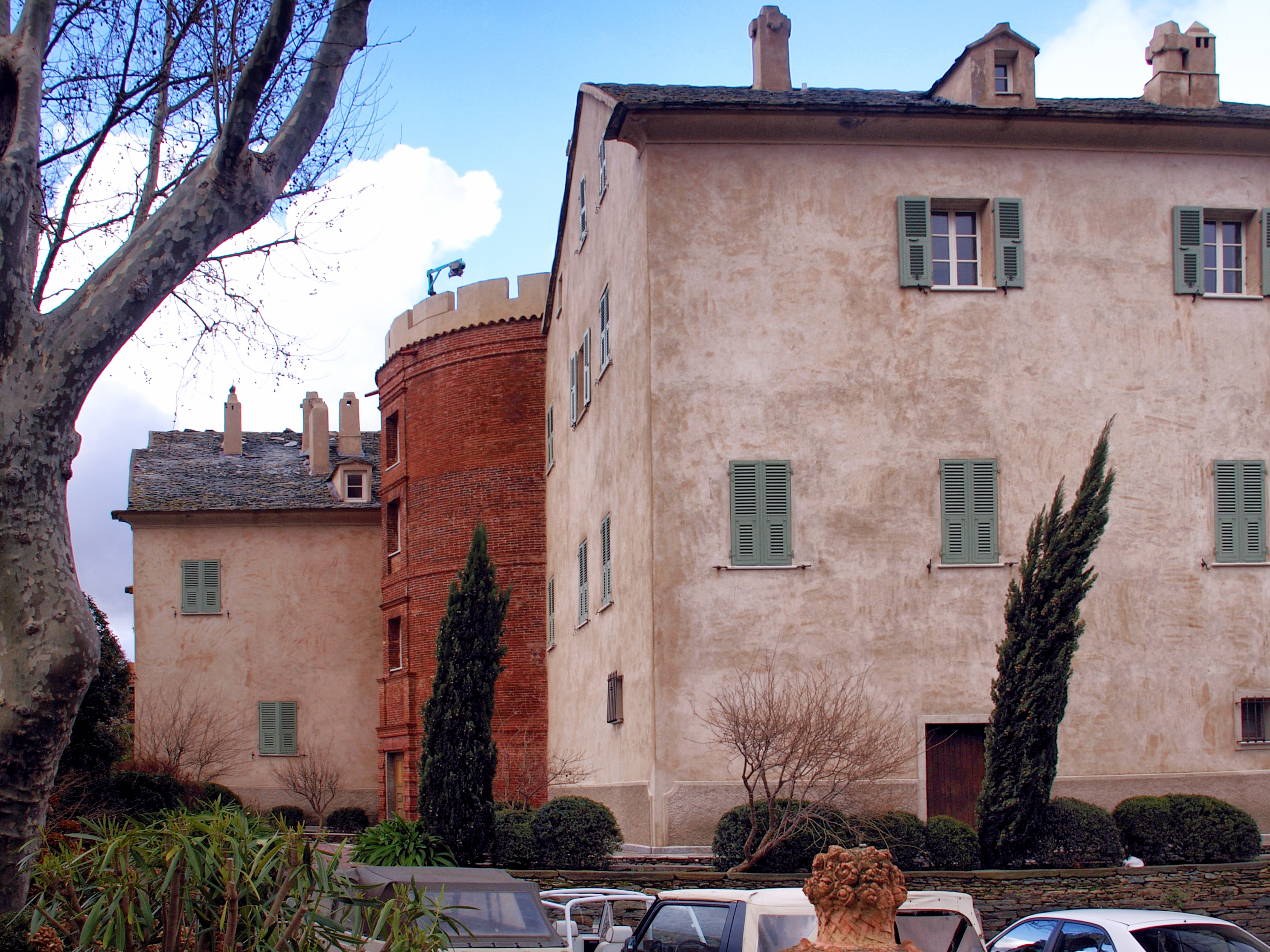
Château de Tuda

Le château se situe au centre du village. Il est constitué par deux demeures du XVIe siècle, remaniées au XVIe siècle, qui appartenaient à l'origine, à la famille seigneuriale Campocasso et au procureur royal Pie Casale. Au XIXe siècle, les deux bâtiments sont reliés par une tour de briques rouges construite par l'architecte Visconti. Le maréchal de Lattre de Tassigny y installa son quartier général en 1943 lors de la libération de la Corse.
Le château est inscrit au titre des Monuments historiques pour ses façades et toitures, son escalier et le plafond décoré du salon.

### Patrimoine culturel

#### Mine de cuivre dite mine de Frangone
Le site est découvert en 1873 par Dominique Grimaldi lors de travaux pour l'ouverture de la route D62 dans le Lancone. Une société anglaise autorisée en 1876 à faire des recherches minière, obtient en 1878 la concession dite de Frangone. En 1891, la concession de Frangone est réunie à celle de Cardo au sein de la société londonienne New Consolidaded Mining Company Limited. En 1897, elle sera mise en liquidation. En 1905, elle est reprise par une société française ; mais l'exploitation minière cesse en 1909. En 1930, la concession est renoncée.
Seuls quelques vestiges de cette exploitation minière sont encore visibles aujourd'hui. La mine est reprise à l'Inventaire général du patrimoine culturel.

### Patrimoine naturel

#### Arrêté de protection de biotope
La commune est la seule concernée par l'arrêté préfectoral du 13/06/2005 de protection de biotope, d’habitat naturel ou de site d’intérêt géologique 
Galerie de l'ancienne mine de Francone
La galerie de l'ancienne mine de Francone sert d'abri privilégié pour quatre espèces de chauves-souris. Son accès est interdit en tout temps et à toute personne.

#### ZNIEFF
Olmeta-di-Tuda est seule concernée par la zone naturelle d'intérêt écologique, faunistique et floristique de 2e génération :
Ancienne mines de Francone et défilé du Lancone
La zone superficie de 478 ha présente des critères d'intérêt patrimoniaux, fonctionnelles, scientifiques, paysagers et géomorphologiques (insectes, mammifères, oiseaux, reptiles, batraciens et plantes.
Dans des falaises calcaires, l’ancienne mine de cuivre de Francone est composée de trois galeries d’une centaine de mètres de longueur, dont une est située au bord de la route départementale D82 dans le défilé du Lancone.

#### Natura 2000
Sites d'Intérêt Communautaire (Dir. Habitat)
Cavités à chauves-souris de Castifao, Muracciole, Olmeta di Tuda et Coggia-Temuli
Ces cavités abritent un SIC de la directive "Habitats, faune, flore", d'une superficie de 21 ha, inscrit à l'Inventaire national du patrimoine naturel sous la fiche FR9400613 - Cavités à chauves-souris de Castifao, Muracciole, Olmeta di Tuda et Coggia-Temuli.
Zone de protection spéciale (Dir. Oiseaux) 
Crêtes de Teghime-Poggio d'Oletta
L’espace d'une superficie de 258 ha, s’étend sur une partie du territoire de la commune d'Olmeta-di-Tuda. Elle est définie en zone spéciale de conservation par arrêté du 17 mars 2008 pour des espèces de mammifères (Chiroptères). Elle est en propriété privée.

#### Site archéologique
Monte di Tuda
Le site est repris à l'Inventaire national du patrimoine naturel sous le nom de Monte di Tuda.

### Personnalités liées à la commune

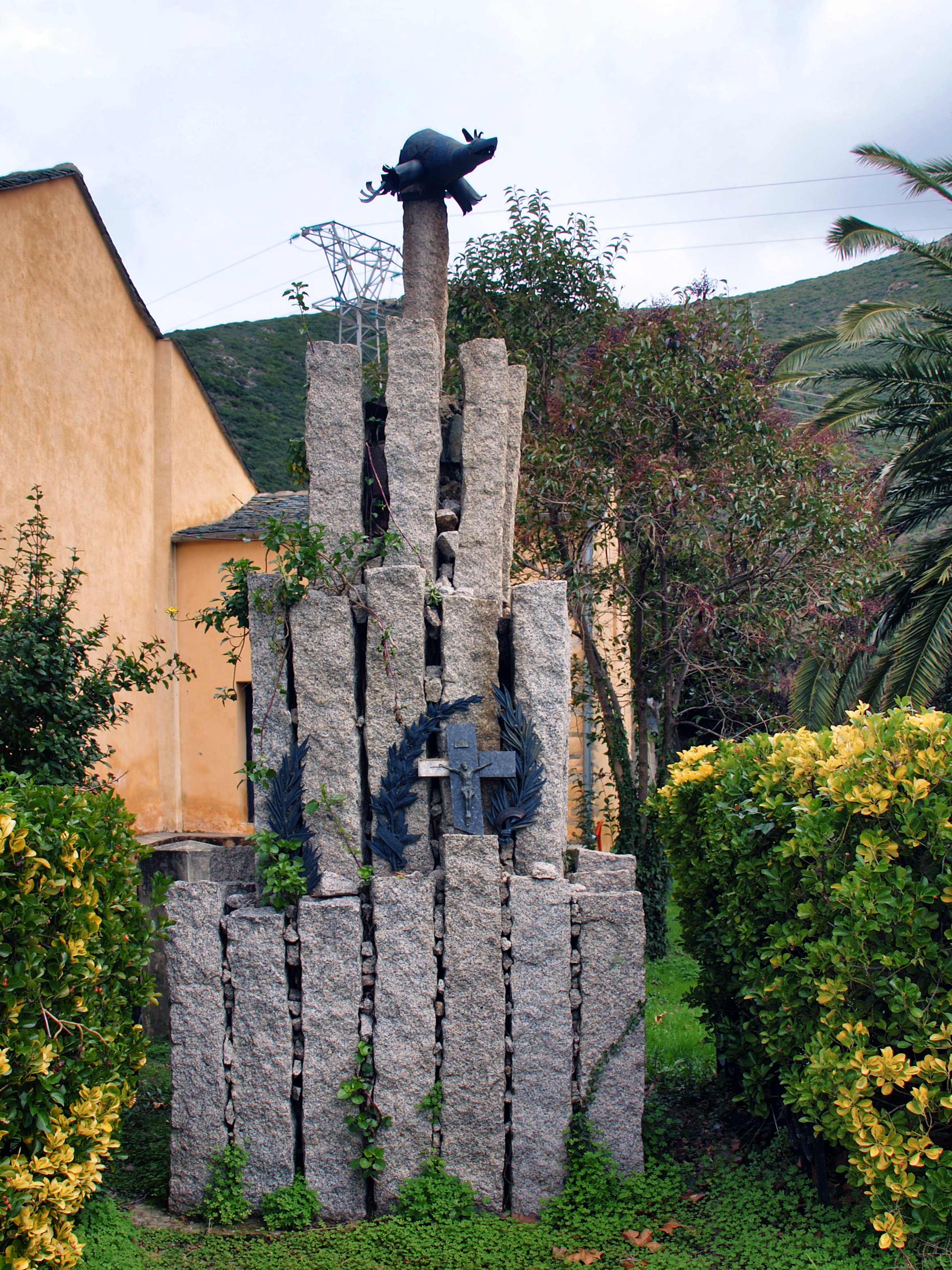
Mémorial Jean Casale.

- Jean-Hyacinthe Casale, marquis de Montferrato, (Olmeta-di-Tuda 1893 - tué dans un accident d’avion dans le bois de Debille, près de Grandvillers-aux-Bois, Oise 1923), as de la Première Guerre mondiale[20].
- Antoine-François Cirni (Olmeta di Tuda XVIe siècle - ?). Auteur de Comentarii sur les événements de l’époque[20].
- Jean Baptiste Croce , membre de la French Connection